# Artemio Payá Rico
Artemio Payà Rico (Ibi, 1908 - 1976) va ser un empresari i polític franquista valencià, president de la Diputació d'Alacant i procurador a Cortes Espanyoles. També va ser vicepresident del Banc Alacantí de Comerç i degà del Col·legi Oficial de Farmacèutics d'Alacant.

## Biografia
Membre de la família propietària, entre altres negocis, de la fàbrica dels joguets de llauna «Juguetes Payá», va estudiar a la Universitat de Madrid per a farmacèutic i perit industrial, i es va dedicar la seua vida a l'empresa familiar de metal·lúrgia, dirigint la secció de ganivets. Durant el govern del Front Popular (Espanya), fou acusat pel seu comportament en la vaga revolucionària d'octubre de 1934 (proximitat a falangistes), i el 22 de juliol de 1936 va ser comdenat a presó perpètua. Va estar reclòs al Camp d'Albatera la Guerra Civil Espanyola i l'empresa familiar socialitzada per a fabricar armament.
Després de la guerra, el 1939, va ingressar en el Movimiento Nacional i li van ser concedides la "Medalla de la Vieja Guardia" i la "Medalla de Ex-Cautivo". Més tard va presidir la Diputació (1949-55) i també va ser procurador a Corts Espanyoles. En el seu mandat provincial es va crear 1953 el denomenat 'Institut d'Estudis Alacantins' -hui Institut Alacantí de Cultura Juan Gil-Albert- del que fou el primer president del seu patronat, on va estar inclòs des del començament l'historiador Francesc Figueras i Pacheco; després es va crear la delegació de la càtedra Mediterrani a Alacant de la Universitat de València, així com els cursos d'extensió universitària. També es van confeccionar i van aprovar els estatuts de la caixa d'estalvis «C.A.P.A.» (acrònim de Caja Ahorros Provincial de Alicante) i millores de la xarxa comarcal viària de la Foia de Castalla.
En 1955 va ser membre del Consell Nacional del Movimiento i directiu del "Sindicato Nacional del Metal" com a representant dels jogueters en el sindicalisme del règim franquista. Al començament de la dècada del 1970 va ser degà del Col·legi Oficial de Farmacèutics de la província d'Alacant i el 1972 vicepresident del Banc Alacantí de Comerç (Grup Rumasa) i quatre anys després va morir (1976) quan la Transició democràtica espanyola havia començat.
El seu germà Raimundo Payà Rico fou diputat provincial als mandats 1958-60 i 1961-63 pel districte de Xixona.